# Miguel A. Nunez junior
Miguel A. Nunez junior (* 11. August 1964 in New York City, New York), auch bekannt als Miguel Núncey junior, ist ein US-amerikanischer Schauspieler, Drehbuchautor und Filmproduzent.

## Leben
Nunez junior wurde in New York als zweites von acht Kindern geboren. Er wuchs jedoch in Wilson (North Carolina), North Carolina bei seinen Großeltern auf, da seine Mutter, die Songwriterin Betty Newsome, die 1966 den Hit It’s a Man’s Man’s Man’s World für James Brown geschrieben hatte, ständig in Sachen Showgeschäft unterwegs war. Benannt wurde er nach seinem Vater, über den er selbst nicht mehr wusste als dessen Namen. Hier besuchte er eine Highschool und zog anschließend mit 127 US-Dollar in der Tasche nach Los Angeles, um Schauspieler zu werden. Seine Hoffnungen erfüllten sich jedoch zunächst nicht, sodass er sich für fünf Jahre mit Gelegenheitsjobs über Wasser halten musste. In den 1980er-Jahren bekam er kleinere Rollen im Hintergrund und war beispielsweise in Automan, The Twilight Zone, Amen oder in Nebenrollen in Joy of Sex, Friday the 13th: A New Beginning und The Return of the Living Dead zu sehen. In den späten 1980er-Jahren spielte er zumeist Hintergrundcharaktere und in den 1990er-Jahren kamen wichtigere Nebenrollendarstellungen hinzu. Im Jahr 2002 bekam er die Hauptrolle in der Basketball-Komödie Juwanna Mann. In Los Angeles setzt er sich zudem mit seinem Projekt „Sparks of Hope“ für die Obdachlosen in der „Union Rescue Mission“ ein.
Vor seiner Schauspielkarriere arbeitete er als Promotionsassistent für das NBA-Basketball-Team Los Angeles Lakers. Seit 1994 ist er verheiratet und hat zwei Töchter.

## Filmografie (Auswahl)

### Filme
- 1984: Joy of Sex
- 1985: Freitag der 13. – Ein neuer Anfang (Friday the 13th – A New Beginning)
- 1985: Verdammt, die Zombies kommen (The Return of the Living Dead)
- 1986: Jumpin’ Jack Flash
- 1986: Teuflische Klasse (Dangerously Close)
- 1988: Action Jackson
- 1990: Shadowzone
- 1992: Chaos in Palm Springs (Round Trip to Heaven)
- 1992: Danielle Steels Secrets
- 1992: Brennpunkt L.A. – Die Profis sind zurück (Lethal Weapon 3)
- 1994: Hard Vice bzw. Vegas Vice
- 1994: Street Fighter – Die entscheidende Schlacht (Street Fighter: The Movie)
- 1994: The Last Days of Paradise (auch bekannt als There Goes My Baby)
- 1995: Carnosaurus – Attack of the Raptors (Carnosaur 2)
- 1995: Chaos unterm Korb (Slam Dunk Ernest)
- 1995: Das Zeitexperiment (W.E.I.R.D. World)
- 1995: My Wildest Dreams (auch bekannt als Somethings Gotta Give)
- 1995: The Faculty
- 1996: Mr. Bombastic (A Thin Line Between Love and Hate)
- 1997: Space Platoon (Leprechaun 4 – In Space)
- 1997: Zum Teufel mit den Millionen (For Richer or Poorer)
- 1998: Why Do Fools Fall in Love – Die Wurzeln des Rock ’n’ Roll (Why Do Fools Fall In Love)
- 1999: Lebenslänglich (Life)
- 2000: Ein Apartment zum Verlieben (If You Only Knew)
- 2000: Familie Klumps und der verrückte Professor (Nutty Professor II: The Klumps)
- 2001: Flossin
- 2001: MacArthur Park
- 2002: Pluto Nash – Im Kampf gegen die Mondmafia (The Adventures of Pluto Nash)
- 2002: Scooby-Doo
- 2002: Mister Sister – Eine Drag Queen in der Liga (Juwanna Mann)
- 2002: ZigZag
- 2005: Bathsheba
- 2005: Clean Up Men
- 2005: Flip the Script

### Serien
- 1987–1990: NAM – Dienst in Vietnam (Tour of Duty)
- 1989: Harlem Nights
- 1996: Sparks & Sparks (Sparks)
- 1996: The Faculty
- 2003: Tarzan
- 2004–2006: Joey